# Vochysia vismiifolia
Vochysia vismiifolia är en tvåhjärtbladig växtart som beskrevs av Richard Spruce och Johannes Eugen ius Bülow Warming. Vochysia vismiifolia ingår i släktet Vochysia och familjen Vochysiaceae. Utöver nominatformen finns också underarten V. v. densissima.